# Смилянски боб
Смилянски боб или смилянски фасул се наричат семената от растението фасул, една от малкото български храни, защитени с патент за словна марка, касаеща отглеждането му в областта на горното поречие на Арда. Местните жители го наричат с името фасульовица. Традициите за отглеждане на фасул в района датират от повече от 250 години. Специфичните почвени условия, високата влажност на въздуха, обусловена от близостта на река Арда, температурните граници и качеството на водата, характерни за района на село Смилян, са подходящи за отглеждане на фасул. Смилянският фасул притежава уникален вкус и е известен както в България, така и в чужбина. Методът на отглеждане традиционно се е запазил с поколения наред. Насажденията се обработват ръчно, тори се с естествен оборски тор. Годишно в района на горното течение на река Арда се отглеждат до 30 тона смилянски фасул.

## Особености
Смилянският боб вирее в района на село Смилян, както и съседните Могилица и Арда, намиращи се в района на горното течение на река Арда. Районът на отглеждане се характеризира с планински климат, при който есенно-зимният сезон е сравнително мек, а лятото е хладно. Други фактори, които предопределят доброто качество на смилянския фасул, са надморската височина и влажността на въздуха. Областта, в който вирее растението, е с надморска височина от 820 до 875 m. Температурите са умерени и през лятото е хладно. При повече от 33 °C цветчетата на фасула прегарят и окапват.
Известни са две основни разновидности на смилянския фасул:
- Едър. Цветът на бобените зърна е бял и пъстър, вариращ от черен до светлолилав. Традиционно тази форма на смилянския боб се използва основно за салати и за паниране.
- Дребен. Зърната са значително по-дребни от предходния, като преобладават светлокафявите зърна с тъмнокафяви и почти черни ивици.

## Празник на смилянския боб
През 2003 г. в село Смилян за пръв път е проведен „Празникът на смилянския фасул“. На него жителите от селото и околните селища по горното течение на Арда почитат културата, която е традиционна за техния район. Празникът се провежда в последната събота на ноември, след като реколтата от фасул е прибрана. По време на празника се организират три конкурса:
- Кулинарен конкурс с ястия, направени от смилянски фасул
- Конкурс за детско пано от фасул
- Конкурс „Производител на годината“

Началото на фестивала се оповестява с фасулено топче. Празникът се организира от читалище „Асен Златаров“ в Смилян.

## Ястия от смилянски боб
Традиционно смилянският боб се използва в Родопската кухня за приготвянето на сарми и пълнени чушки, баница с боб, рула, пълнена тиква с боб, боб чорба, трахана с телешко месо и царевица и дори шишчета от боб.